# Чирковский, Василий Васильевич
Васи́лий Васи́льевич Чирко́вский (19 декабря 1874, Самара — 2 марта 1956, Ленинград) — советский учёный-офтальмолог, доктор медицинских наук, профессор, создатель и зав. кафедрой глазных болезней (1920—1922), проректор (1922) Пермского университета, зав. кафедрой глазных болезней, ректор Казанского университета (1923—1925), проректор по учебной части, зам. директора по научно-учебной части 1-го Ленинградского медицинского института. Основатель офтальмологической научной школы. Заслуженный деятель науки РСФСР (1936), академик АМН СССР (1946), лауреат Сталинской премии (1948).

## Биография
Родился 19 декабря 1874 года (1 января 1875 года) в Самаре в семье священника.
Окончил с отличием медицинский факультет Казанского университета, получив степень лекаря (1899).
Будучи студентом, проявил исключительные способности к научно-исследовательской работе. С января 1900 г. работал в Казанском университете: сверхштатный, затем штатный ординатор при офтальмологический клинике, где был оставлен после окончания университета на три года.
3 мая 1904 года на заседании совета защитил диссертацию «К вопросу об иннервации движения зрачка» на соискание ученой степени доктора медицины. С декабря 1904 года — сверхштатный помощник лаборанта при бактериологическом институте Казанского университета. Занимался бактериологией глаза под руководством профессора И. Г. Савченко.
В 1907 В. В. Чирковский был направлен за границу для совершенствования своих знаний у крупнейших авторитетов западной медицины, стажировался в лучших клиниках Германии, Австрии и Франции. Будучи во Франции, работал в лаборатории И. И. Мечникова в Пастеровском институте.
С декабря 1908 — лаборант, с января 1909 — приват-доцент и старший ассистент глазной клиники Казанского университета.
В 1910 году Советом Юрьевского, а в 1912 году — Саратовского университетов был избран экстраординарным профессором по кафедре офтальмологии и офтальмологической клиники, но не был утвержден министром народного просвещения Л. А. Кассо. Лишь в 1918 г. Чирковский был принят сверхштатным экстраординарным профессором офтальмологической клиники Казанского университета.
В том же году с частью преподавателей и сотрудников эвакуирован в Томск, прикомандирован к Томскому университету. Исполнял обязанности мл. ассистента офтальмологической клиники Томского университета (1918), затем был доцентом бальнеологии на медицинском факультете (1919).
В 1920 году переехал в Пермь, где организовал и возглавил кафедру глазных болезней Пермского университета.
В марте 1922 году стал членом правления и зав. учебной частью Пермского университета.
В 1922 году возвратился в Казань, после смерти проф. А. Г. Агабабова заведовал кафедрой глазных болезней Казанского университета (1922—1929).
В этом же году в Казани он создал первый в стране трахоматозный НИИ (научно-исследовательский трахоматозный институт им. проф. Е. В. Адамюка) и был назначен его первым директором.
В 1923—1925 В. В. Чирковский — ректор Казанского университета.
В 1929—1952 годах заведовал кафедрой 1-го Ленинградского медицинского института, был проректором по учебной части, затем зам. директора по научно-учебной части того же института. Одновременно руководил Ленинградским НИИ глазных болезней.
С 1946 — академик АМН СССР.
Во время финской и Великой Отечественной войн В. В. Чирковский работал консультантом в ряде госпиталей.
Скончался 2 марта 1956 года. Похоронен в Ленинграде на Серафимовском кладбище.

## Научная и административная деятельность
Автор около 100 научных работ по различным проблемам физиологии органа зрения, патологической анатомии глаза, истории отечественной офтальмологии и др.
Но наиболее значительным был вклад В. В. Чирковского в развитие отечественной офтальмологии по проблеме трахомы и организации борьбы с нею, особенно в Чувашии, Удмуртии, Поволжье.
Результаты многолетних клинических исследований обобщены им в обширной монографии «Трахома», за что ему была присуждена Сталинская премия (1948). В 1939—1953 годах книга переиздавалась шесть раз.
В. В. Чирковский считается основателем офтальмологической научной школы.
Он являлся председателем Казанского и Ленинградского научных офтальмологических обществ, зам. председателя Всесоюзного общества глазных врачей, почетным членом Московского и Ленинградского научных офтальмологических обществ, Чувашского противотрахоматозного общества, редактором редотдела «Офтальмология», 1-го издания БМЭ, членом редколлегии «Вестника офтальмологии» и других журналов.

## Награды и звания
- орден Трудового Красного Знамени (18.12.1944)
- медаль «За оборону Ленинграда».
- медаль «За доблестный труд в Великой Отечественной войне 1941—1945 гг.».
- заслуженный деятель науки РСФСР (1936).
- академик АМН СССР (1946).
- Сталинская премия второй степени (1948) — за многолетние исследования по изучению диагностики, профилактики и лечения трахомы, обобщённые в научном труде «Трахома» (1947)
- значок «Отличнику здравоохранения» (СССР).